# Sveta Helena (ognjenik)
Sveta Helena (tudi gora st. Helens) je dejaven stratovulkan v okrožju Skamania ameriške zvezne države Washington v bližini zahodne, pacifiške obale. Leži 154 km južno od Seattlea in 85 km severovzhodno od Portlanda. Gora je del Kaskadnega gorovja. V preteklosti je bila znana pod imenom Louwala-Clough, kar v domorodnem jeziku indijanskega plemena Klikitat pomeni kadečo se ali ognjeno goro. Kasnejše ime je ognjenik dobil po britanskem diplomatu lordu St. Helensu, prijatelju raziskovalca Georgea Vancouvra, ki je v 18. stoletju raziskal območje. Sicer je vulkan znan po silovitih eksplozijah in izbruhih pepela ter ostalih piroklastičnih snovi.
Najbolj znan izbruh je bila katastrofalna eksplozija 18. maja 1980, ki se je zapisala v zgodovino Združenih držav kot najbolj uničujoča. V njej je bilo ubitih 57 ljudi, uničenih pa 250 domov, 47 mostov, 24 kilometrov železnic in 300 kilometrov cest. V izbruhu je gora izgubila svoj vrh in tako tudi 400 metrov višine - z 2950 metrov je prešla na 2550 metrov. Plaz magmatskega materiala in ostankov njenega vrha je bil ocenjen na 2,3 km³ prostornine, kar je največji plaz v dokumentirani zgodovini; kljub temu je predvidevati, da je bila Zemlja v merilih geološke zgodovine priča še mnogo večjim ognjeniškim plazovom.